# Jens Zemke
Jens Zemke (Wiesbaden, 17 ottobre 1966) è un dirigente sportivo ed ex ciclista su strada tedesco.

## Palmarès

### Strada
- 1988 (Dilettanti, una vittoria)

3ª tappa Grand Prix François Faber (Lussemburgo > Diekirch)
- 1992 (Dilettanti, una vittoria)

2ª tappa Bayern Rundfahrt
- 1994 (Olympia Dortmund, una vittoria)

2ª tappa Bayern Rundfahrt
- 1998 (Team Nürnberger, una vittoria)

11ª tappa Commonwealth Bank Classic
- 1999 (Team Nürnberger, quattro vittorie)

Rund um den Elm
Rund um die Nürnberger Altstadt
5ª tappa - parte b Hessen-Rundfahrt (Battenberg, cronometro)
Classifica generale Hessen-Rundfahrt

#### Altri successi
- 1989 (Dilettanti)

Campionati tedeschi, Cronosquadre (con Jörg Echtermann)
- 1991 (Dilettanti)

Prologo Namibia International Tour (Windhoek)
4ª tappa Namibia International Tour (Windhoek, cronosquadre)
8ª tappa Namibia International Tour (Windhoek, cronoscalata)
- 1992 (Dilettanti)

Campionati tedeschi, Cronosquadre (con Siegfried Höbel, Lutz Lehmann e Ralf Schmidt)
- 1997 (Team Nürnberger)

Rund um Wiesbaden
Söhnlein-Rheingold-Strassenpreis
Prologo Hessen-Rundfahrt (Francoforte sul Meno, cronosquadre)
- 1998 (Team Nürnberger)

Rund um Wiesbaden
- 2000 (Team Nürnberger)

Rund um das Michelstädter Rathaus
Classifica scalatori Hessen-Rundfahrt

## Piazzamenti

### Classiche monumento
- Liegi-Bastogne-Liegi

1995: fuori tempo massimo

### Competizioni mondiali
- Campionati del mondo

Duitama 1995 - In linea Elite: ritirato
Lugano 1996 - In linea Elite: ritirato
San Sebastián 1997 - In linea Elite: 16º